# Bent Christensen
Bent René Arensøe Christensen (Kopenhagen, 4 januari 1967) is een oud-profvoetballer uit Denemarken, die speelde als aanvaller. Hij beëindigde zijn loopbaan in 2000 bij Brønshøj BK. Zijn bijnaam luidde Turbo. Christensen stapte na zijn actieve carrière het trainersvak in.

## Clubcarrière
Christensen won vier keer de Deense titel met Brøndby IF: 1987, 1988, 1990, 1998. Hij speelde tevens in het buitenland, onder meer in Griekenland (Olympiakos Piraeus), Spanje (SD Compostela) en Duitsland (FC Schalke 04). Hij was driemaal topscorer van de hoogste Deense divisie.

## Interlandcarrière
Christensen kwam in totaal 26 keer (acht doelpunten) uit voor de nationale ploeg van Denemarken in de periode 1989–1994. Onder leiding van bondscoach Sepp Piontek maakte hij zijn debuut op 8 februari 1989 in de vriendschappelijke uitwedstrijd tegen Malta (0-2), net als Hans Erfurt (Silkeborg IF), Johnny Mølby (Vejle BK) en Henrik Larsen (Lyngby BK). Hij moest in dat duel na 71 minuten plaatsmaken voor collega-debutant Erfurt. Christensen nam met zijn vaderland deel aan het EK voetbal 1992, dat de Denen verrassend genoeg wonnen.

## Erelijst
Brøndby IF
- Deens landskampioenschap

1987, 1988, 1990, 1998
- Topscorer Superligaen

1988 (21 goals), 1990 (17 goals), 1991 (11 goals)
- Deense beker

1989, 1998